# هجرة بني هلال
هجرة بني هلال او التغريبة الهلالية إحدى أبرز الهجرات العربية إلى شمال أفريقيا في التاريخ والتي تعتبر من أهم الظواهر الاجتماعية والتاريخية في المنطقة وكانت سبب كبير في تعريب شمال افريقيا وانتشار العرب بتلك المناطق. تمت هذه الهجرة في القرن الحادي عشر الميلادي / 440 هـ ، وهي معروفة في التراث العربي بالهجرة الهلالية كون ابرز قبائل التغريبة هي بني هلال، ووصفها ابن خلدون بأنها انتقال للعرب إلى إفريقية وهو قول مبالغ فيه كون العديد والكثير من فروعها بقيت في الجزيرة العربية. وتعرف أيضًا باسم الهجرة القيسية نسبةً إلى الفرع القيسي من العرب العدنانية الذي كانت تنتمي إليه معظم القبائل المهاجرة.
وعلى الرغم من أن بني هلال وبني سليم كانوا أكبر القبائل المشاركة في هذه الهجرة، إلا أنها شملت أيضًا قبائل من هوازن أخرى مثل جشم وسلول ودهمان والمنتفق وربيعة وخفاجة وسعد بن بكر وكعب وسواءة وكلاب، بالإضافة إلى قبائل قيسية مثل فزارة واشجع وعبس وعدوان وفهم، وقبائل خندفية مثل هذيل وقريش وتميم وضبة والرباب وغيرها، وقبائل ربعية مثل عنزة، وحتى قحطانية مثل جذام وكندة ومذحج.
وكانت هذه القبائل تقيم في المنطقة بين الطائف ومكة، وبين المدينة ونجد، وشاركت في الفتوحات الإسلامية، ولكنها حافظت على طابعها البدوي في الجزيرة العربية حتى تاريخ الهجرة. استقرت هذه القبائل في شمال أفريقيا وشاركت في الحروب والفتوحات والصراعات السياسية والعسكرية في المنطقة وحول حوض المتوسط، وكان لها دور بارز في تعريب شمال أفريقيا. وقد خلفت هذه الهجرة إرثًا أدبيًا ضخمًا، حيث تجلى ذلك في تغريبة بني هلال. وهي ملحمة طويلة تروي قصة هذه الهجرة وتعبر عن أحداثها بشكل ملحمي.

## مواطنهم قبل التغريبة
تعددت مواطن هذه القبائل عبر التاريخ فكانت لها مواطنها في شبه الجزيرة العربية في الجاهلية ثم مواطن أخرى بعد ظهور الإسلام. وهكذا أثرت الأحداث والتحولات التي عرفتها جزيرة العرب والعالم الإسلامي في تغير مواطنها، كما أثرت تلك التحولات على الخريطة البشرية في مناطق متعددة من البلدان التي وصلها الفتح الإسلامي. وأول ما يعرف عن مواطن تلك القبائل وتجمع المصادر أنها كانت تقطن الجزيرة العربية ثم هجرتها إلى الشام والعراق ومصر، ومنها انتقلت تلك القبائل العربية إلى المغرب العربي. وقد كان بنو هلال وبنو سليم مقيمين قبل ظهور الإسلام في نجد، وهذه المنطقة كثيرة الأودية والهضاب، وعرفت باعتدال مناخها وندرة أمطارها. وعن تلك المواطن يتحدث ابن خلدون فيقول «كانت بطون هلال وسليم من مضر لم يزالوا بادين منذ الدولة العباسية، وكانوا أحياء ناجعة بمجالاتهم من فقر الحجاز بنجد: فبنو سليم مما يلي المدينة وبنو هلال في جبل غزوان عند الطائف وربما كانوا يطوفون رحلة الصيف والشتاء أطراف العراق والشام.».
كما سميت باسم بني هلال مواطن كثيرة، منها بنو هلال قرية قديمة من أعمال الشرقية، وبنو هلال بالبحيرة تابعة لمركز دمنهور، وبنو هلال بقسم سوهاج. وكانت القبائل الهلالية في أغلبها قبائل بدوية ظاعنة وتنتقل ما بين البصرة ومكة من ناحية، وما بين مكة ويثرب من ناحية أخرى ومن المعلوم عنها أنها كانت تدين بالوثنية مثل بني هلال وبني سليم، فبنو هلال يعبدون صنم ذو الخلصة مع خثعم وبجيلة. وقد كان بنو سليم «يسكنون عالية نجد قرب خيبر، في أماكن تسمى الحرة مثل حرة بني سليم. ويقول البعض بأن لسليم وهلال مواطن في العراق، ومن ذلك أن مجموعة منهم إتخذوا لهم محلة بوادي الكوفة حوالي 120 هـ وكان هذا المكان يعرف بمسجد بني هلال، كما استوطن بنو هلال بنواحي حلب والموصل ونزلوا المنازل التي كانت قبلهم لربيعة وكهلان.»
أما في مصر وكان اميرها آنذاك الوليد بن رفاعة الفهمي فإن صاحب الخراج فيها استقدم إلى الجوف الشرقي أيام هشام بن عبد الملك الأموي عام 109 هـ أبياتا قيسية في نصر بن معاوية وعامر بن صعصعة وغيرهما من بطون هوازن «. وينحى المقريزي هذا المنحى عندما يقول:» «أن عبيد الله بن الحبحاب لما ولاه هشام بن عبد الملك مصر قال:» ما أرى لقيس فيها حظا إلا لناس من جديلة قيس وهم فهم وعدوان «فكتب إلى هشام:» أن أمير المؤمنين أطال الله بقاءه قد شرف هذا الحي من قيس ونعشهم ورفع من ذكرهم وأني قدمت مصر فلم أر لهم فيها حظا إلا أبياتا من فهم، وفيها كور ليس فيها أحد وليس يضر بأهلها نزولهم معهم ولا يكسر خراجا وهو بلبيس فإن رأي أمير المؤمنين أن ينزلها هذا الحي من قيس فليفعل
«فكتب إلى هشام بن عبد الملك :» أنت وذلك «فبعث إلى البادية فقدم عليه مائة أهل بيت من بني نصر بن معاوية بن بكر بن هوازن، ومائة أهل بيت من بني عامر بن صعصعة بن معاوية بن بكر بن هوازن بن منصور بن عكرمة بن خصفة بن قيس عيلان بن مضر، البطن المشهورة التي منها بنو كلاب وجعدة وعقيل وقشير والبكاء وعجلان وعبد الله وربيعة وسواءة وهلال ونمير، ومائة أهل بيت هوازن بن منصور بن عكرمة بن خصفة بن قيس عيلان ومائة أهل بيت من سليم فأنزلهم بلبيس وأمرهم بالزرع ونظر إلى الصدقة من العشور فصرفها إليهم».
وكان ذلك في بداية القرن الثاني للهجرة، واستيطان هذه المجموعات انعكس على المجموعات الأخرى التي بقيت بالجزيرة ، وذلك مما دفع هذه الأخيرة إلى مغادرة البادية، والهجرة إلى مصر للاستيطان بالقرب من القبائل الأخرى. ويبدو الحديث غامضا حول الأهداف الكامنة من وراء الهجرة القسرية لهذه القبائل، فهل يعود قرار هشام بن عبد الملك في نقل هذه القبائل القيسية من الجزيرة العربية إلى مصر إلى رغبة الأمويين في تعمير منطقة بلبيس بالسكان. وربما أراد الأمويون وضع حدا لتكاثر العناصر القحطانية في تلك الجهة، وإقامة نوع من التوازن العددي بين عرب عدنان وعرب الجنوب والواضح انها رغبة من الخلفاء الامويين في تعريب تلك الأماكن.

###### المرحلة الثالثة لتاريخ بني هلال
إن المرحلة الثالثة لتاريخ بني هلال وبني سليم تمتاز بانتشار هذه القبائل القيسية في كل من الشام والعراق والجزيرة ومصر، حيث قامت المجموعات القيسية باضطرابات متكررة ولا سيما إبان حكم الدولتين العباسية والفاطمية، مما دفع ببعض الخلفاء إلى مراقبتها ومقاومتها. وعن عملية الإغارة التي تقوم بها القبائل من حين لآخر ولا سيما بني سليم الذين "ربما كانوا يطوفون رحلة الصيف والشتاء أطراف العراق والشام، فيغيرون على الضواحي ويفسدون السابلة، وربما أغارت بنو سليم على الحج أيام الموسم في مكة والزيارة بالمدينة"، ولقد بلغ الحذر والتخوف من هذه القبائل درجة جعلت الخليفة المنصور يوصي ولده وخليفته المهدي على ألا يستعين برجل من بني سليم ولا يقربه إليه".
ولئن تركزت أنظار ابن خلدون على الجوانب السلبية «لمسلكية» قبائل بني هلال وبني سليم، إلا أن الواقع الذي كانت عليه تلك القبائل وخاصة الظروف القاسية التي كانت تمر بها في كل مرحلة من مراحل الهجرة، بالإضافة إلى الحصار الاقتصادي الذي يضرب عليهم من طرف الحكام، ومنها الحصار الذي فرض عليهم في مكة من طرف الشريف بن هاشم أمير مكة الذي طلب الزواج من الجازية فرضيت هذه الأخيرة بالزواج رغم عيوبه في سبيل فك الحصار الاقتصادي الذي يعاني منه أهلها. وإن ظروف الحياة الصعبة تجعل القبائل في تنقل مستمر فبني سليم كانت لهم تنقلات واسعة النطاق مع ماشيتهم في صحاري الحجاز بحثا عن مراعي لأغنامهم وكثيرا ما يصلون إلى حدود العراق والشام. وكانت لسليم وهلال محلات في حواضر العراق، إذ استقر بعضهم في نجد ولم يغادروها فظلوا هناك حتى القرن الرابع الهجري. وقد عمل الخلفاء العباسيون على التصدي لهذه القبائل بجيشهم النظامي وأسر عدد كبير من أبناء القبائل عقابا على تمردهم وعلميات النهب ضد المسافرين والحجاج وأهل المدينة، وبرغم تشدد بني العباس ضد القبائل إلا أن ذلك لم يمنع أولئك الأعراب من مواصلة العنف والتطاول على الناس طوال القرن الرابع للهجرة. ولعل انضمام الهلاليين والسلميين للحركة العلوية في القرن الأولى ومناصرتهم في القرنين الثالث والرابع للقرامطة يعبر أحسن تعبير على نزعة العنف والتمرد لديهم.

## مواطنهم بعد التغريبة
موطن القبائل بعد التغريبة ذكر بعض المؤرخين أن عكاظ كان لبنو هلال، وإن كان ذاك المكان موطن لهوازن ـ سابقاـ ثم صار لبني هلال ويحتمل أنهم نزلوه عند انتشارهم وقوتهم ولا سيما في القرنين الثالث والرابع الهجريين.
كما كانت لبني هلال مواطن في جنوب الجزيرة مثل ال سرحان بجوار خميس مشيط جنوب السعودية الآن وأهل البرك ـ الأخرش ـ آل مسحر ـ أم جمعة، وكانت لهم مواطن شرق الجزيرة وعمان، «وأن من بني هلال الجبور كان لهم شأن في عمان وكانوا يشنون الغارات على عمان في العصور القديمة ويثيرون الشر بين قبائلها خصوصا أطراف البريمي والظاهرة وما حواليها».
ولبني هلال وجود في صعيد مصر في قرية المساعيد في الغربية حيث ما زالوا محافظين على اصولهم واسمائهم ولهم نجع يسمى بنجع أبو هلالي أو بني هلال وهم لا يزالوا من اعز وأقوى القبائل في صعيد مصر.
وعن مواطن بني هلال بعد التغريبة في السودان فإننا نعلم «أن السلطان البرنو (في السوادان الغربي) بعث إلى سلطان المماليك في مصر يشكو اجتياح أعراب جذام وغيرهم لبلاده وإفسادهم فيها ويطلب معاقبتهم»، ونستشف من خلال هذه الاستشهاد أن بني هلال وصلوا إلى السودان بل أنهم تدفقوا شرقا حوالي سنة 794 هـ حتى شمال دارفور. أما عن الوجود الهلالي في غرب السودان فإنه يظهر أكثر وضوحا إذ أن معظم الروايات الشعبية في غرب السودان للسيرة تكاد تتفق على أن الهلاليين دخلوا السودان قادمين من الجزيرة العربية، ومن ذلك عبروا النيل الأبيض واتجهوا إلى غرب السودان، ثم واصلوا رحلتهم إلى بلاد تونس لمحاربة المغاربة، وقد تكون الهجرة الهلالية إلى السودان من اختلاق الروايات الشعبية لتبين أن الهجرة الهلالية إلى تونس كانت من السودان وليست من مصر، أما في شرق السودان فلا يوجد ما ينسب إلى الهلاليين.

#### في شمال افريقيا
وعن مواطن بني هلال وبني سليم بعد التغريبة، وحسب ما هو مكتوب لدينا فإن برقة تعد مساكن لبني سليم، ويؤكد لنا ابن خلدون ذلك عندما يقول «وأقامت بني هيب من سليم وأحلافها رواحة وناصرة وعميرة بأرض برقة» وهي حسب ابن خلدون وغيره المنطقة الممتدة من لبدة شرق طرابلس وحتى السلوم غرب الإسكندرية وحتى زويلة جنوب مدينة سبها ""و اقامت فروع ذباب وزغب وعوف وناصرة والشريد وفي المنطقة الممتدة من غرب برقة وحتى أفريقية «تونس» إلى زويلة جنوبا، وهي مواطن انتشار قبائل بني سليم في ليبيا حتى الوقت الحاضر، ومنذ ذلك الاستقرار، ظلت قبائل بني سليم حاضرة في المشهد الليبي حتى اليوم، بثقلها القبلي وامتدادها الجغرافي في برقة وفزان ومناطق من طرابلس.
فيما انتشر الثقل الأكبر للقبائل الهوازنية «الهلالية» من وسط وغرب تونس إلى جنوب المغرب.
ولم تستقر الحالة إذ بقي تميم بن المعز يعاني الويلات سواء من القبائل الباقية منهم أو من القبائل المطرودة والتي كانت تغير على أطراف ملكه، وعن استمرار تلك القلاقل في أيام أبناء تميم واستقرار بعض القبائل في الأندلس ويذكر لنا محمد المرزوقي ««واستمرت القلاقل في أيام أبناء تميم وأحفاده كما استمر تنقل تلك القبائل من مكان إلى آخر لا تعرف استقرار ولا تركن للراحة والسكون حتى جاء عبد المؤمن الموحدي سنة (555 هـ، 1160 م) واستولى على تونس وأدرك ما لوجود الأعراب من خطورة على استتباب الأمن واستقرار الملك واصطحب عددا من قبائل الأعراب فوزعها بين سهول المغرب وشبه جزيرة الأندلس»».
وذكر ابن خلدون استيطان بعض بني سليم وبعض بني هذيل في نواحي باجة شمال ( إفريقية ) تونس فقال «ويجاورهم متساحلين إلى ضواحي باجة قبيلة اخرى من هوارة يعرفون ببني سليم ومعهم بطن من عرب مضر من هذيل بن مدركة بن الياس جاؤوا من مواطنهم بالحجاز مع العرب الهلاليين عند دخولهم إلى المغرب وأوطنوا بهذه الناحية من أفريقية»
«ومن ذلك العهد أدركت حالة القبائل التونسية بعض الاستقرار وخلصت الأراضي التونسية لبني سليم». كما أنه شارك القبائل الهلالية والسلمية في هذه المواطن بني معقل، واستوطن بنو معقل مع القرامطة قبل دخولهم المغرب، فاعترضهم بنو سليم، فتحيزوا إلى الهلاليين ونزلوا بآخر مواطنهم وذلك قرب وادي ملوية ورمال تافيلالت وجاوروا زناتة في القفار، ثم كثر عددهم ـ بعد ذلك ـ وانتشروا في صحراء المغرب الأقصى، واستقر بنو المعقل في جميع الأقطار الصحراوية الواقعة بين المحيط الأطلسي وتيديكلت ومن ثم استقروا في موريتانيا. وحول وجود الهلاليين في غرب إفريقيا فهم وصلوا المغرب الأقصى في نهاية القرن الخامس للهجرة.
ويمكن القول أيضا أن القبائل العدنانية ضمت مجموعات من قريش وهذيل وضبة وتميم إضافة إلى بني هلال وبني سليم، أما القبائل القحطانية فقد تكونت من جهينة ولخم وجذام والمعقل. أما تعدد مواطن هذه القبائل فإنه يعود إلى خاصية النجوع والارتحال الذي تميزت به إضافة إلى الأزمات التي تتعرض لها القبائل من حين لآخر، مما يدفع بها إلى هجرة مواطنهم، وفي الأغلب أن الهجرة تكون لأسباب اقتصادية إلا أنها تأخذ في بعض الأحيان طابع سياسي.

## أسباب الهجرة
إن النزوح والانتجاع والارتحال ضرورة تفرضها طبيعة البيئة التي تكيفت معها نفسية هذه القبائل العربية وأصبح يطبع كيانها، وكان تنقل القبائل لأسباب ضرورية ولظروف قاسية فرضتها قسوة البيئة إضافة إلى الطبيعة القبلية المقاتلة التي كانت تلك المجموعات تتميز بها. كما أن انتشار العرب في الأرض من جزيرتهم كانت في فترات متقدمة، وارتبط الانتشار بالعديد من الأسباب منها الفتح الإسلامي، إذ خرج العرب ينشرون الدين الإسلامي وأوغلوا في البلاد وفتحوا الأمصار. كما أنه “لم يكن زجر عمر ليوقف تيارهم فانساحوا في الأرض حتى نصبوا أعلامهم على ضفاف نهر الكنج شرقا وشواطئ المحيط الأطلسي غربا، وضفاف نهر لورا شمالا وأواسط إفريقيا جنوبا وملوا الأرض فتحا ونصرا، واحتلوا مدائن كسرى وقيصر وأقاموا في المدن".
والقبائل التي نشرت الإسلام خارج الجزيرة العربية قبائل مضر وكذلك القبائل العدنانية والقحطانية وأشار إلى ذلك جرجي زيدان «والقبائل التي قامت بنصرة الإسلام ونشره قبائل مضر وأنصارها من العدنانية والقحطانية». وكان انتشار العرب بعد ظهور الإسلام بالمهاجرة،

## الجازية الهلالية
كانت الجازية الهلالية من الفاعلين الأساسيين في تغريبة بني هلال المشهورة. قيل انها احتكرت ثلث المشورة في مجلس الشورى لقومها ومجلس حربهم نظرا لرجاحة عقلها وحسن تدبيرها وصواب المشورة والحكمة والروية.
من أجل قبيلتها بني هلال تركت زوجها «شكر الهاشمي» صاحب مكة الذي كانت تحبه، ولا ترضى برجل غيره، والذي أنجبت منه ولدًا اسمه محمد، ولم يغلبها على هذه العاطفة الخاصة إلا العاطفة العامة تجاه قبيلتها؛ والتي تستوجب سفرها معهم إلى تونس لحاجتهم إلى مشورتها وتحميسا لهم على النصر؛ ولذا فارقت زوجها الذي آثرت وولدها الذي أحبت، وفارقت رغد العيش معه إلى جفوة الحياة القاسية التي تقوم على النقلة والحرب.
والجدير بالذكر أن المرأة في بني هلال كانت لاعبًا أساسيًا في مختلف مظاهر الحياة وليست الحياة السياسية وحدها والأمثلة كثيرة، مثل شيحة أخت الأمير أبي زيد، وخضرة الشريفة والدته، وواصفة ابنة دياب بن غانم.
| هجرة بني هلال | إفريقية والمغرب لما جاز إليها بنو هلال وبنو سليم منذ أول المائة الخامسة وتمرسوا بها لثلاثمائة وخمسين من السنين قد لحق بها وعادت بسائطه خراباً كلها بعد أن كان ما بين السودان والبحر الرومي كله عمراناً تشهد بذلك آثار العمران فيه من المعالم وتماثيل البناء وشواهد القرى والمدر. | هجرة بني هلال |

## في الأدب
خلفت الهجرة الهلالية عدد ضخما من الروايات والابيات الشعرية تروي ملحمتهم في شمال أفريقيا التي تعرف بتغريبة بني هلال.